# Melsbach (Wüstung)

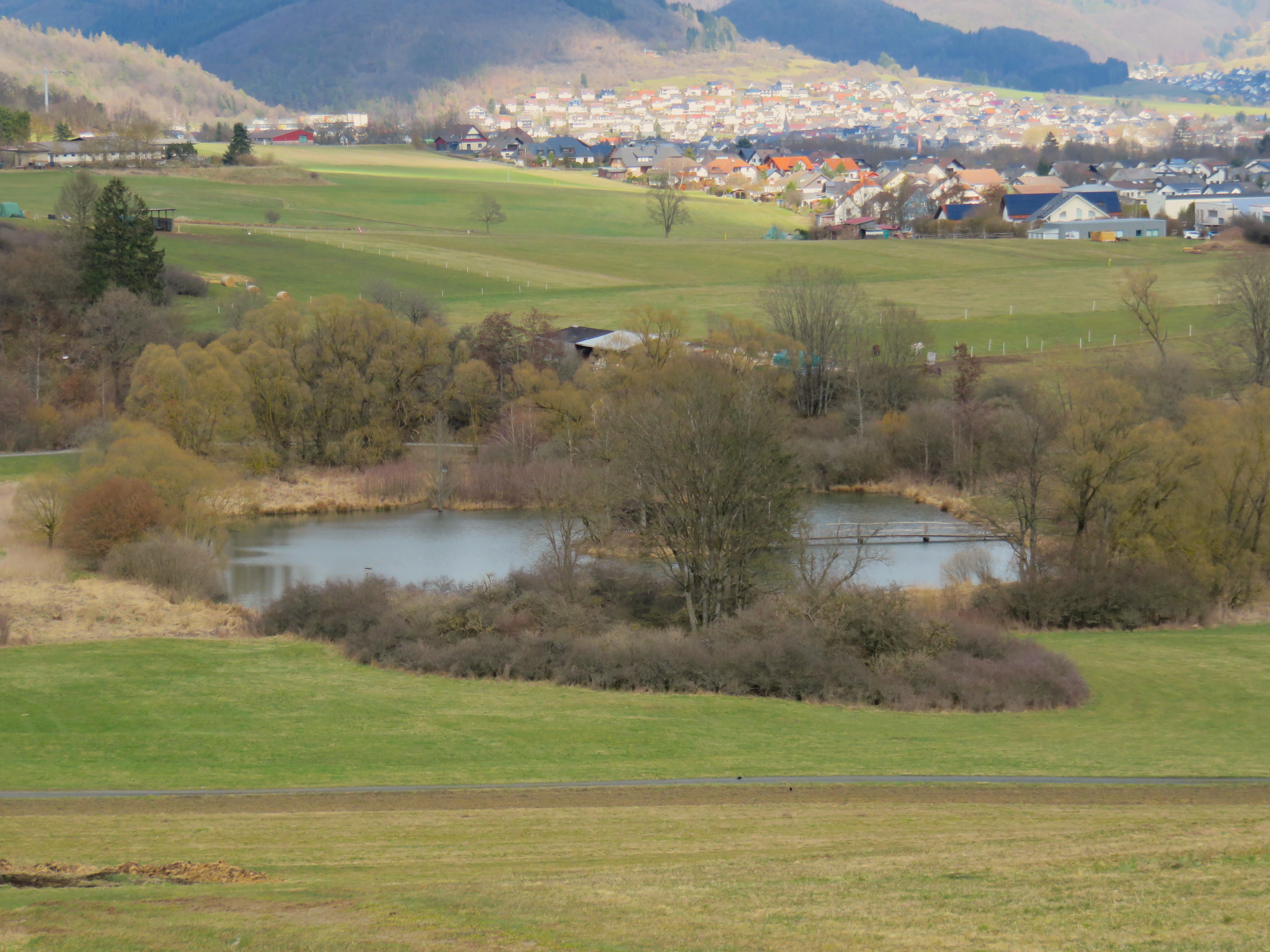
Der Elsbacher Weiher, an dessen Stelle sich Melsbach befand, im Hintergrund Breidenstein

Melsbach ist eine Wüstung im Hessischen Hinterland in der Gemarkung von Breidenstein, einem Stadtteil der Stadt Biedenkopf im mittelhessischen Landkreis Marburg-Biedenkopf. Melsbach lag im Talgrund des Elsbachs zwischen Breidenstein und Wiesenbach. Heute befindet sich an der Stelle der Elsbacher Weiher. Auch der Flurname Auf dem Hof Melsbach erinnert noch an die Siedlung.

## Geschichte
1308 wurde der Ort erstmals als Melspach erwähnt. Die Siedlung wurde im Laufe des 16. Jahrhunderts bis auf einen Hof wüst. Der damals bestehende Hof war von Hans Heinrich von Breidenbach genannt Breidenstein erbaut worden.
Nach 1398 verließen immer mehr Bürger, wenn auch nur zögernd, den Ort Melsbach, um am Südhang des Haubenberges unterhalb der Burg Breidenstein ihre Häuser aufzubauen. Das zuletzt aus zwei Wohnhäusern, Scheune und Stallgebäude bestehende Anwesen wurde 1874 versteigert und später abgebrochen, nachdem der letzte Besitzer des Hofes Melsbach, Johann Jakob Simmer, verstorben war.
Ab 1898 wird Melsbach im Staats- und Kommunaladressbuch für den Regierungsbezirk Wiesbaden nicht mehr geführt. Die Gemarkung der vormalig selbstständigen Gemeinde Melsbach wurde in die der Stadt Breidenstein eingegliedert.
Melsbach war Mittelpunkt des Gerichts Melsbach, das 1386 erstmals erwähnt wurde. Es umfasste neben Melsbach Weifenbach, Wallau, Wiesenbach, Kleingladenbach, Achenbach und Oberdieten.

## Zukunft
Die anliegenden Kommunen Breidenbach und Biedenkopf planen aktuell ein interkommunales Gewerbegebiet, welches auch die Fläche der Wüstung Melsbach umfassen würde.